# Edwin Barnes
Edwin Ronald Barnes (Oxford, 6 de febrero de 1935-6 de febrero de 2019) fue un sacerdote católico británico. Uno de los primeros miembros del Ordinariato personal de Nuestra Señora de Walsingham, una nueva estructura diseñada para dar cabida a grupos de anglicanos convertidos al catolicismo. Barnes fue converso desde la Iglesia anglicana donde había sido obispo de Richborough, en la Iglesia de Inglaterra (1995-2002) y presidente de la Unión de la Iglesia, hasta 2011.

## Biografía

### Primeros puestos en la Iglesia de Inglaterra
Tras su ordenación sacerdotal en la Iglesia de Inglaterra en 1961, Edwin Barnes fue nombrado asistente en Portsmouth antes de hacerse cargo de las parroquias en Farncombe y Hessle. En 1987 se convirtió en director de la Facultad de teología anglo-católica "Saint Stephen's House" en la Universidad de Oxford.

### Visitador episcopal provincial
En 1995, tras la introducción de la ordenación de mujeres al sacerdocio, Barnes fue nombrado Obispo de Richborough, sufragáneo del arzobispo de Canterbury. En esa época fue nombrado Visitador Episcopal de la provincia de Canterbury. Realizaba el acompañamiento pastoral de varias parroquias que no aceptaron en conciencia la ordenación de las mujeres al sacerdocio. Fue uno de los defensores más enérgicos de la visión tradicional, opuesta a la ordenación de mujeres. Esto le hizo entrar, en varias ocasiones, en conflicto con el propio arzobispo de Canterbury, o con sus hermanos en el episcopado anglicano, como es el caso de Richard Holloway, obispo de Edimburgo y primado de la Iglesia Episcopal de Escocia, y destacado partidario de la ordenación de mujeres. El 31 de octubre de 2001, Barnes se retiró de la sede de Richborough y como visitante episcopal, siendo sustituido por Keith Newton.

### Reacción alAnglicanorum Coetibusy recepción en la Iglesia católica
Tras la publicación por el papa Benedicto XVI de la Constitución Apostólica Anglicanorum Coetibus para la recepción de grupos e instituciones anglicanos dentro de la Iglesia católica, Edwin Barnes escribe una columna en el periódico The Times, donde señalar su interés por ser recibido en la Iglesia católica. Felicita a la Santa Sede por haber entendido "que la Iglesia de Inglaterra está tan dividida que debe hablar de las diferentes tendencias que la componen". Recordando que "el arzobispo de Canterbury a menudo ha reprochado a la Iglesia episcopal en los Estados Unidos su maldad hacia aquellos que la abandonaron a causa de sus desacuerdos sobre temas como la consagración de los homosexuales o la ordenación de mujeres", expresa su esperanza de que aquellos que aceptan ser recibidos dentro de la Iglesia católica puedan preservar sus lugares de culto.
El 8 de noviembre de 2010, Barnes anunció públicamente, junto con otros cuatro obispos, tres de ellos activos, su intención de abandonar la Iglesia de Inglaterra y unirse a la Iglesia católica. Él fue recibido en esta Iglesia el 21 de enero de 2011. Recibió, junto con su esposa Jane, el sacramento de la confirmación de manos del obispo Peter Ryan, un anglicano convertido, en la iglesia de Nuestra Señora y San José en Lymington.

### Servicio dentro de la Iglesia católica

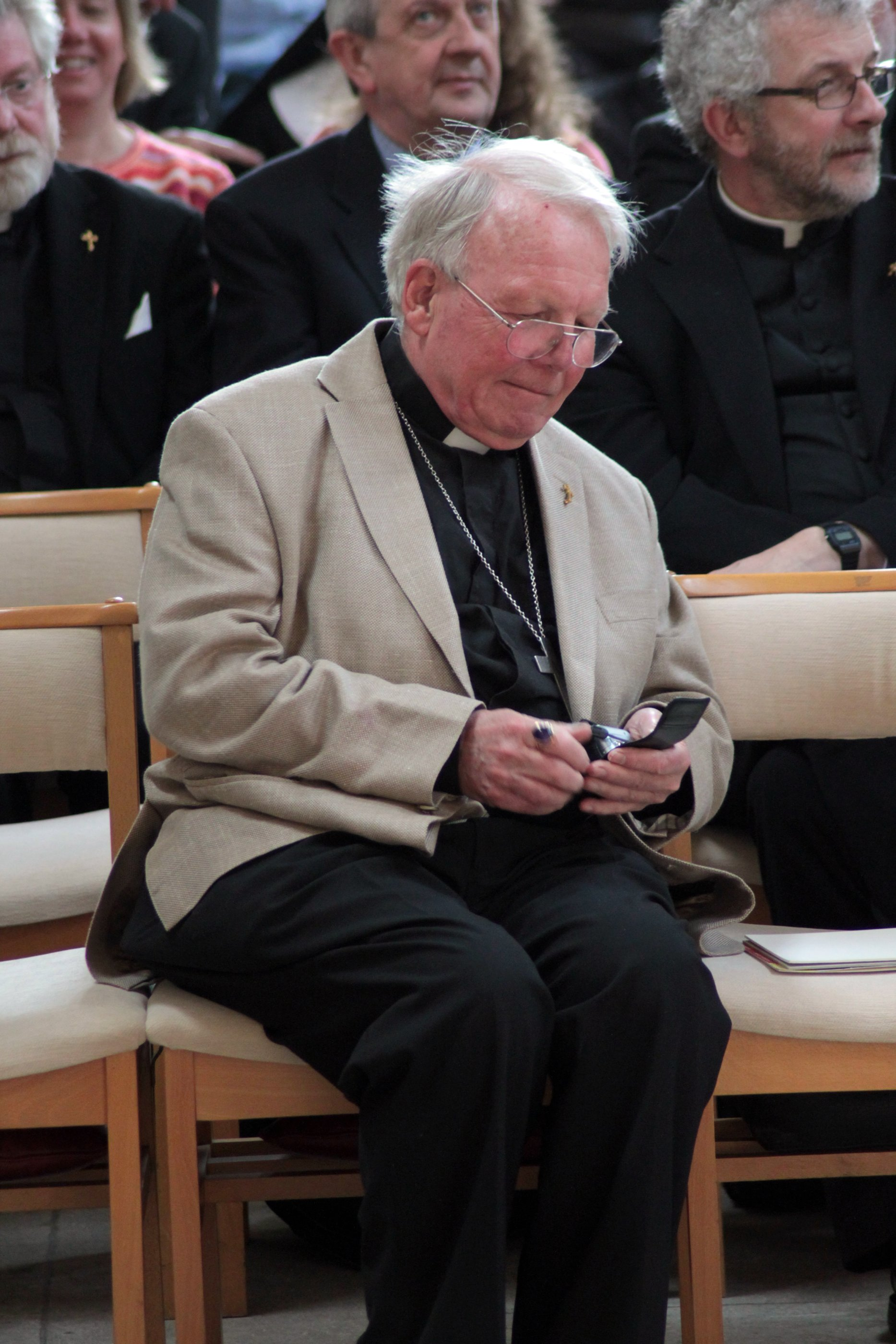
El 21 de enero de 2011, Edwin Barnes fue recibido, junto con su esposa Jane, en la Iglesis católica.

Edwin Barnes fue ordenado diácono el 11 de febrero siguiente por el obispo de Portsmouth, Crispian Hollis, en su capilla privada. El mismo obispo otorgó la ordenación sacerdotal el 5 de marzo de 2011 en la iglesia catedral de San Juan Evangelista (Portsmouth). Estando casado, Barnes no puedo ser ordenado obispo de la Iglesia católica. Fue uno de los primeros sacerdotes incardinados en el ordinariato personal de Nuestra Señora de Walsingham, creado en febrero de 2011 para dar la bienvenida a grupos de anglicanos convertidos al catolicismo.
El presidente de la asociación anglo-católica The Church Union, Edwin Barnes, tenía como objetivo hacer que esta asociación funcionara de manera ecuménica, admitiendo a los anglicanos que se hubieran convertido en miembros del Ordinariato. También quiso que la asociación pudiera proporcionar apoyo financiero para el funcionamiento del Ordinariato. Tras advertir que sus proyectos no salían, en agosto de 2011 renunció a postularse para un nuevo período como presidente.
El 21 de junio de 2012, el papa Benedicto XVI eleva a Edwin Barnes a la dignidad de capellán de su santidad.